# Afrikaanse talen

Officiële talen van Afrika

Onder Afrikaanse talen verstaat men in het algemeen de talen die op het vasteland van Afrika gesproken worden. Meer specifiek bedoelt men die talen die van oudsher daar gesproken worden, waarbij men talen die er door bijvoorbeeld kolonisatie geïmporteerd of ontstaan zijn zoals Frans, Engels, Portugees, Afrikaans, Arabisch en Duits  buiten beschouwing laat.

## Aantal en verscheidenheid
In Afrika worden meer dan tweeduizend verschillende talen gesproken, van welbekende talen als het Arabisch en het Swahili tot kleinere talen zoals het Maa van de Maasai en het Hai//om gesproken door de San. Deze talen behoren tot verschillende taalfamilies: van de Afro-Aziatische talen tot de Niger-Congotalen en van de Nilo-Saharaanse talen tot de Khoisantalen. Veel van deze taalfamilies zijn weer op te breken in kleinere takken. Zo behoort het Arabisch tot de subgroep van Semitische talen binnen het Afro-Aziatisch, en het Swahili tot de Bantoetalen binnen de Niger-Congofamilie. Naast de grote taalfamilies zijn er ook nog veel kleinere groepen, en zelfs talen die geen bestaande verwanten hebben, de zogenaamde isolaten. Dit maakt Afrika tot een van de taalrijkste continenten ter wereld: het herbergt slechts 11% van de wereldbevolking, maar meer dan 30% van alle talen.
Naast talen die van oudsher in Afrika gesproken worden, zijn er ook Indo-Europese talen die er door de kolonisatie binnengebracht zijn (zoals Frans, Engels en Portugees) en talen die uit contact tussen Afrikaanse en Europese talen voortgekomen zijn, zoals het Afrikaans in Zuid-Afrika en het Krio in Sierra Leone.

## Fonologische regio's
Naar fonologie onderscheiden Clements en Rialland een aantal regio's op het continent. In deze gebieden komen vaak talen van zeer verschillende komaf naast elkaar voor maar zij hebben elkaars fonologie vaak wel beïnvloed. Het Rift-gebied is daar enigszins een uitzondering op.
1. Noord-Afrika met voornamelijk Afro-Aziatische talen, met name Semitische en Berbertalen;
2. De Soedan, met een groot aantal talen, meestal Niger-Congotalen anders dan Bantoe, maar ook Tsjadisch; het zijn vaak toontalen die dubbele articulaties vertonen zoals kp of gb;
3. Oost-Afrika dat voornamelijk de Hoorn van Afrika omvat. Er worden ook hier voornamelijk Afro-Aziatische talen gesproken, maar van andere groepen zoals Omotisch en  Koesjitisch;
4. Het Rift-gebied, waar Nilo-Saharaans, Afro-Aziatisch en zelfs Khoisan naast elkaar bestaan zonder al te veel onderlinge fonologische overdracht;
5. Centraal-Afrika dat vrijwel geheel door Bantoetalen beheerst wordt;
6. Zuidelijk Afrika, waar talen voorkomen met klikfonemen; daar zijn Bantoetalen onder maar ook Khoisantalen.

Kaart van de belangrijkste taalfamilies in Afrika, met de namen van een aantal bekende talen

Schematische fonologische regio's, naar Clements en Rialland, 2005 p. 56. "Soedan" is tegenwoordig ongebruikelijk als aanduiding voor Midden-Afrika. De bron vermeldt "Sudanic".